# A szép fényes katonának
Az A szép fényes katonának kezdetű műdal eredeti szövege Amade László költeménye a XVIII. századból. Arany János szerezte a dallamát, ami 1884-ben jelent meg Toborzó címmel több más dalával együtt. Kodály Zoltán e dal szövegével egészítette ki az A jó lovas katonának de jól vagyon dolga (Zsére, 1911) kezdetű magyar népdalt Háry János című daljátéka számára. A dal ezzel a szöveggel terjedt el.

## Kotta és dallam
A szép fényes katonának gyöngyarany élete,

csillog- villog a mező be' jó vitéz fegyvere.

Szép élet, víg élet, soha jobb nem lehet,

hopp, hát jöjjön katonának, ilyet ki szeret.

Hej!

## Felvételek
- Toborzó. A Magyar Rádió és Televízió Zenekara és Énekkara, Ének: Tekeres Sándor, vezényel Ádám Jenő  YouTube (1966. március 17.)  (Hozzáférés: 2016. március 30.) (audió) 2:58-ig.
- Toborzó. MR Énekkar és Gyermekkórus, Vezényel: Thész Gabriella  YouTube (2010. november 13.)  (Hozzáférés: 2016. március 30.) (videó)